# 1945 előtt készült magyar hangosfilmek listája
A lista az 1945 előtt gyártott magyar filmeket tartalmazza a készítés ideje, a rendező és a főbb szereplők felsorolásával. 1929 a hangosfilm születésének dátuma, amivel új korszak kezdődött, háttérbe szorultak a némafilmek és azok alkotói, szereplői. Ez a korszak a filmek hőskora, amely 1945 után a filmgyártás államosításával és a televíziózás megjelenésével zárult le. Számos film elveszett ebből az időszakból, csak a címe vagy töredékei ismertek.
Rövidítések:
- elv. – a film kópiája elveszett (v. megsemmisült)
- min. – rossz minőségű, vetítésre alkalmatlan
- tör. – töredékes, csak részletek maradtak meg

## 1929
| Film címe                    | Rendező        | Szereplők                                                                          | DVD |
| ---------------------------- | -------------- | ---------------------------------------------------------------------------------- | --- |
| Biller Irén mulat            | Hans Pebal     | Biller Irén, Pethes Sándor, Dénes György, Cselényi József, Fekete Pál              | -   |
| Füst, avagy a négy jómadár   | Nagy István    | Kiss Ferenc, Tőkés Anna, Fenyvessy Éva, Makláry Zoltán, Pethes Sándor, Peti Sándor | -   |
| Nevető Budapest (kabaré)     | Kovács Gusztáv | Nagy Endre, Péchy Erzsi, Dajbukát Ilona, Honthy Hanna, Salamon Béla, Komlós Vilmos | -   |
| Száll a nóta                 | György István  | Császár Teri, Kelemen Lajos                                                        | -   |
| A szép Pongrátzné krinolinja | Siklossy Pál   | Lázár Gida, Rákosi Szidi, Halmi Margit, Pethes Sándor, Gózon Gyula, Sárosy Andor   | -   |

## 1930
| Film címe                                        | Rendező        | Szereplők                                                                                | DVD  |
| ------------------------------------------------ | -------------- | ---------------------------------------------------------------------------------------- | ---- |
| Csak egy kislány van a világon                   | Gaál Béla      | Jávor Pál, Eggerth Márta, Vándory Gusztáv, Pálffy György, Gazdy Aranka, Zombory Mercédes | -    |
| Az orvos titka                                   | Hegedűs Tibor  | Bajor Gizi, Somlay Artúr, Gömöry Vilma                                                   | -    |
| Kacagó asszony                                   | Hegedűs Tibor  | Bajor Gizi, Zátony Kálmán, Góth Sándor, Vaszary Piri, Mály Gerő, Rajnai Gábor            | -    |
| Füst                                             | Nagy István    | Tőkés Anna, Kiss Ferenc, Fenyvessy Éva, Makláry Zoltán, Peti Sándor, Pethes Sándor       | elv. |
| Füst (Hány óra, Zsuzsi?) Móricz Zsigmond regénye | Kovács Gusztáv | Dajbukát Ilona, Bársony István, Heltai Andor                                             | elv. |

## 1931
| Film címe                      | Rendező        | Szereplők                                                         | DVD             |
| ------------------------------ | -------------- | ----------------------------------------------------------------- | --------------- |
| Asszonyszelídítő (szkeccsfilm) | Gaál Béla      |                                                                   | -               |
| A fekete autó                  | Deésy Alfréd   |                                                                   | -               |
| Hyppolit, a lakáj              | Székely István | Kabos Gyula, Jávor Pál, Csortos Gyula, Fenyvessy Éva, Gózon Gyula | Megjelent DVD-n |
| A kék bálvány                  | Lázár Lajos    | Jávor Pál, Gózon Gyula, Radó Nelly, Beregi Oszkár                 | -               |
| Négylevelű lóhere              | Gaál Béla      |                                                                   | -               |

## 1932
| Film címe                     | Rendező        | Szereplők | DVD  |
| ----------------------------- | -------------- | --- | ---- |
| Csókolj meg, édes! (Némafilm) | Gaál Béla      | Gaál Béla, Harsányi Zsolt, Vadnay László, Emőd Tamás, Rózsahegyi Kálmán, Somogyi Erzsi, Páger Antal, Gózon Gyula | -    |
| Filléres gyors                | Gaál Béla      | Radó Sándor, Csikós Rózsi, Kun Magda, Sziklay József                                                             | -    |
| Ítél a Balaton                | Fejős Pál      | Csortos Gyula, Páger Antal, Medgyessy Mária, Ditrói Mór, Elekes Ernő, Palotai Erzsi, Baló Elemér                 | -    |
| Piri mindent tud              | Székely István | Kabos Gyula, Dajka Margit, Páger Antal, Rátkai Márton, Eöry Erzsi, Zala Karola, Makláry Zoltán                   | -    |
| Repülő arany                  | Székely István | Góth Sándor, Gyergyai István, Kabos Gyula, Valery Blanca, Vass Éva                                               | min. |
| Tavaszi zápor                 | Fejős Pál      | Annabella, Dajbukát Ilona, Bársony Erzsi, Gózon Gyula                                                            | -    |
| A vén gazember                | Heinz Hille    | Sugár Károly, Táray Ferenc, Cs. Aczél Ilona, Bársony Rózsi, Halmay Tibor, Gyöngyössy Erzsébet, Ilosvay Gusztáv   | -    |

## 1933
| Film címe                             | Rendező        | Szereplők                                                                         | DVD             |
| ------------------------------------- | -------------- | --------------------------------------------------------------------------------- | --------------- |
| A bor                                 | György István  | Jávor Pál, Kéry Panni, Markovits Endre, Balogh Klári, Pataky Ferenc, Gazdy Aranka | tör.            |
| Café Moszkva                          | Székely István | Tőkés Anna, Csortos Gyula, Kiss Ferenc, Vértess Lajos                             | Megjelent DVD-n |
| Az ellopott szerda (Falusi lakodalom) | Gertler Viktor | Rózsahegyi Kálmán, Hajdú Eta, Hajmássy Miklós, Rubinstein Erna, Szőke Szakáll     | -               |
| Iza néni                              | Székely István | Jávor Pál, Ágay Irén, Fedák Sári, Gombaszögi Ella, Pethes Sándor, Bo Ica          | -               |
| Kísértetek vonata                     | Lázár Lajos    | Törzs Jenő, Rökk Marika, Gombaszögi Ella, Beregi Oszkár                           | -               |
| Mindent a nőért (3 rövidfilm)         | Gaál Béla      |                                                                                   | tör.            |
| Pardon, tévedtem                      | Székely István | Gaál Franciska, Paul Hörbiger, Szőke Szakáll, Ursula Grabley                      | -               |
| Rákóczi induló                        | Székely István | Csortos Gyula, Dajka Margit, Kiss Ferenc, Jávor Pál, Turay Ida                    | -               |
| Vica, a vadevezős                     | Gaál Béla      | Kertész Dezső, Raffay Erzsi, Herczeg Jenő, Komlós Vilmos, Paál Erzsi, Radó Sándor | -               |

## 1934
| Film címe           | Rendező        | Szereplők | DVD             |
| ------------------- | -------------- | --- | --------------- |
| Egy éj Velencében   | Cziffra Géza   | Csortos Gyula, Simon Zsuzsa, Tarján György, Gombaszögi Ella, Gózon Gyula, Verebes Ernő, Balla Lici, Fenyő Emil | -               |
| Búzavirág           | Székely István | Páger Antal, Ágay Irén, Nagy György, Erdélyi Mici, Pethes Sándor, Vízváry Mariska                              | -               |
| Emmy                | Székely István | Ágay Irén, Jávor Pál, Gombaszögi Ella, Kabos Gyula                                                             | -               |
| Helyet az öregeknek | Gaál Béla      | Szőke Szakáll, Bársony Rózsi, Verebes Ernő, Dénes György, Halmay Tibor, Gózon Gyula, Erdélyi Mici              | tör.            |
| Ida regénye         | Székely István | Jávor Pál, Rajnai Gábor, Gózon Gyula, Turay Ida, Ágay Irén, Gombaszögi Ella, Paál Erzsi                        | Megjelent DVD-n |
| Az iglói diákok     | György István  | Jávor Pál, Z. Molnár László, Gervay Marica, Toronyi Imre, Kabos Gyula                                          | -               |
| Lila akác           | Székely István | Ágay Irén, Biller Irén, Nagy György, Kabos Gyula, Gózon Gyula                                                  | Megjelent DVD-n |
| Márciusi mese       | Martonffy Emil | Kabos Gyula, Turay Ida, Törzs Jenő , Berky Lili, Ráday Imre, Gózon Gyula                                       | -               |
| Meseautó            | Gaál Béla      | Perczel Zita, Gombaszögi Ella, Tolnay Klári, Törzs Jenő, Kabos Gyula, Berky Lili, Gózon Gyula                  | Megjelent DVD-n |
| Rotschild leánya    | Gaál Béla      | | -               |
| Az új rokon         | Gaál Béla      | Perczel Zita, Delly Ferenc, Gózon Gyula, Berky Lili, Gombaszögi Ella, Kabos Gyula, Turay Ida                   | Megjelent DVD-n |

## 1935
| Film címe                     | Rendező        | Szereplők | DVD             |
| ----------------------------- | -------------- | --- | --------------- |
| Barátságos arcot kérek        | Kardos László  | Szörényi Éva, Ráday Imre, Páger Antal                                                                             | -               |
| Budai cukrászda               | Gaál Béla      | Perczel Zita, Dobos Annie, Somlay Artúr, Kabos Gyula, Gózon Gyula                                                 | Megjelent DVD-n |
| A csúnya lány                 | Gaál Béla      | Kabos Gyula, Muráti Lili, Jávor Pál, Gózon Gyula                                                                  | Megjelent DVD-n |
| Címzett ismeretlen            | Gaál Béla      | Kabos Gyula, Ágay Irén, Ráday Imre, Vaszary Piri                                                                  | Megjelent DVD-n |
| Édes mostoha                  | Balogh Béla    | Páger Antal, Pécsi Gizi, Vaszary Piri, Tasnády Fekete Mária, Gózon Gyula                                          | -               |
| Elnökkisasszony               | Marton Endre   | Muráti Lili, Jávor Pál, Kabos Gyula, Gombaszögi Ella                                                              | -               |
| Ez a villa eladó              | Cziffra Géza   | Verebes Ernő, Csikós Rózsi, Kabos Gyula, Turay Ida, Berky Lili, Gózon Gyula                                       | Megjelent DVD-n |
| Halló Budapest                | Vajda László   | Szakáts Zoltán, Bársony Rózsi, Kabos Gyula, Vaszary Piri, Mály Gerő, Peti Sándor                                  | tör.            |
| A királyné huszárja           | György István  | Berky Lili, Perényi László, Balogh Klári, Peéry Piri, Boross Géza, Vaszary Piri                                   | -               |
| Köszönöm, hogy elgázolt       | Martonffy Emil | Turay Ida, Jávor Pál, Páger Antal, Kabos Gyula                                                                    | -               |
| A nagymama                    | György István  | Aczél Ilona, Perényi László, Szörényi Éva, Toronyi Imre, Olthy Magda, Peéry Piri                                  | -               |
| Nem élhetek muzsikaszó nélkül | Deésy Alfréd   | Jávor Pál, Somogyi Erzsi, Delly Ferenc, Sághy Györgyi, Gózon Gyula, Dajbukát Ilona, Vízváry Mariska, Vaszary Piri | -               |
| Az okos mama                  | Martonffy Emil | Kabos Gyula, Tolnay Klári, Erdélyi Lili                                                                           | -               |
| Szent Péter esernyője         | Cziffra Géza   | Gervay Marica, Básti Lajos, Peéry Piri, Rátkai Márton, Pethes Sándor, Fáy Béla, Köpeczi-Boócz Lajos               | -               |
| Szerelmi álmok                | Heinz Hille    | Földessy Géza, Sulyok Mária, Táray Ferenc, Pethes Sándor, Z. Molnár László, Báthory Giza                          | -               |
| Az új földesúr                | Gaál Béla      | Somlay Artúr, Egry Mária, Gordon Zita, Csortos Gyula, Jávor Pál, Rózsahegyi Kálmán                                | -               |

## 1936
| Film címe                    | Rendező           | Szereplők | DVD             |
| ---------------------------- | ----------------- | --- | --------------- |
| Az aranyember                | Gaál Béla         | Kiss Ferenc, Uray Tivadar, Csortos Gyula, Mezey Mária, Petheő Attila, Kormos Mária                                                        | Megjelent DVD-n |
| Dunaparti randevú            | Székely István    | Kabos Gyula, Rajnai Gábor, Csortos Gyula, Perczel Zita, Ráday Imre, Balla Lici, Berky Lili                                                | Megjelent DVD-n |
| Ember a híd alatt            | Vajda László      | Csortos Gyula, Kiss Ferenc, Szakáts Zoltán, Lázár Mária, Ladomerszky Margit                                                               | Megjelent DVD-n |
| Évforduló                    | Gaál Béla         | Páger Antal, Gordon Zita, Rajnai Gábor, Komár Júlia, Simon Marcsa, Toronyi Imre, Pethes Sándor                                            | -               |
| Forog az idegen              | Pásztor Béla      | Radó Sándor, Orosz Vilma, Feleki Kamill, Komlós Juci                                                                                      | -               |
| Három sárkány                | Vajda László      | Lázár Mária, Márkus Emília, Sziklai Szeréna, Berky Lili, Rajnai Gábor, Juhász József, Kabos Gyula, Balla Lici, Gózon Gyula, Pethes Sándor | Megjelent DVD-n |
| Havi 200 fix                 | Balogh Béla       | Jávor Pál, Bársony Erzsi, Páger Antal, Uray Tivadar, Makláry Zoltán                                                                       | -               |
| Hortobágy (dokumentum-játék) | George Hoellering | Czinege család | -               |
| Légy jó mindhalálig          | Székely István    | Rózsahegyi Kálmán, Csortos Gyula, Kiss Ferenc, Ráday Imre, Mály Gerő, Gombaszögi Ella, Tolnay Klári, Réthy Anny                           | Megjelent DVD-n |
| Lovagias ügy                 | Székely István    | Perczel Zita, Ráday Imre, Kabos Gyula, Mály Gerő, Gózon Gyula                                                                             | Megjelent DVD-n |
| Mária nővér                  | Gertler Viktor    | Szörényi Éva, Berky Lili, Gózon Gyula, Halmay Tibor, Jávor Pál                                                                            | min.            |
| Méltóságos kisasszony        | Balogh Béla       | Szeleczky Zita, Básti Lajos, Mály Gerő, Csortos Gyula                                                                                     | -               |
| Nászút féláron               | Székely István    | Kabos Gyula, Jávor Pál, Ágay Irén, Erdélyi Mici, Dénes György, Keleti László                                                              | Megjelent DVD-n |
| Pogányok                     | Martonffy Emil    | Szakáts Zoltán, Muráti Lili, Uray Tivadar, Kiss Ferenc, Egry Mária, Földényi László                                                       | min.            |
| Pókháló                      | Balázs Mária      | Németh Romola, Gombaszögi Ella, Lévay Balázs, Eszterházy Ilona, Petheő Attila, Erdélyi Mici                                               | -               |
| Sárga csikó                  | Pásztor Béla      | Csortos Gyula, Komár Júlia, Kiss Ferenc, Simon Marcsa, Hoykó Ferenc, Rózsahegyi Kálmán                                                    | -               |
| Sportszerelem                | Farkas Zoltán     | Latabár Kálmán, Zeisler Edith, Boross Géza, Kondor Ibolya, Rajna Alice                                                                    | -               |
| Szenzáció                    | Székely István    | Kabos Gyula, Makláry Zoltán, Verebes Ernő, Ágay Irén, Gárdonyi Lajos, Peti Sándor                                                         | -               |
| Tisztelet a kivételnek       | Ráthonyi Ákos     | Ráday Imre, Tolnay Klári, Rózsahegyi Kálmán, Vízvári Mariska, Rátkai Márton, Bilicsi Tivadar, Donáth Ági                                  | -               |
| Tomi, a megfagyott gyermek   | Balogh Béla       | Csortos Gyula, Sziklai Szeréna, Simor Erzsi, Básti Lajos                                                                                  | -               |
| Zivatar Kemenespusztán       | György István     | Vértess Lajos, Eőry Lajos, Gózon Gyula, Berky Lili, Szakáts Zoltán                                                                        | -               |

## 1937
| Film címe                    | Rendező          | Szereplők | DVD             |
| ---------------------------- | ---------------- | --- | --------------- |
| Családi pótlék               | Csepreghy Jenő   | Gyergyai István, Kun Magda, Bilicsi Tivadar, Vaszary Piri, Mály Gerő, Ádám Klári                                       | -               |
| Édes a bosszú                | Vaszary János    | Erdélyi Mici, Páger Antal, Ráday Imre                                                                                  | -               |
| Egy lány elindul             | Székely István   | Páger Antal, Szörényi Éva, Csortos Gyula, Kiss Ferenc, Vízváry Mariska, Rózsahegyi Kálmán, Berky Lili                  | Megjelent DVD-n |
| Az ember néha téved          | Gaál Béla        | Gózon Gyula, Tőkés Anna, Makláry Zoltán, Hajdú Eta, Csortos Gyula, Rátkai Márton, Páger Antal                          | -               |
| Az én lányom nem olyan       | Vajda László     | Kabos Gyula, Rajnai Gábor, Tolnay Klári, Turay Ida, Gombaszögi Ella                                                    | Megjelent DVD-n |
| Falu rossza                  | Pásztor Béla     | Dajka Margit, Somlay Artúr, Ölvedy Zsófia, Greguss Zoltán                                                              | -               |
| A férfi mind őrült           | Gertler Viktor   | Jávor Pál, Lázár Mária, Vaszary Piri, Pethes Sándor, Páger Antal, Mály Gerő                                            | Megjelent DVD-n |
| Fizessen, nagysád!           | Ráthonyi Ákos    | Jávor Pál, Kabos Gyula, Latabár Kálmán, Gombaszögi Ella, Muráti Lili                                                   | Megjelent DVD-n |
| A harapós férj               | Keleti Márton    | Kabos Gyula, Dajka Margit, Rajnai Gábor                                                                                | -               |
| Háromszázezer pengő az utcán | Balogh Béla      | Kabos Gyula, Uray Tivadar, Vízvári Mariska                                                                             | -               |
| Hetenként egyszer láthatom   | Szlatinay Sándor | Kabos Gyula, Perczel Zita, Mály Gerő, Vaszary Piri                                                                     | -               |
| Hol alszunk vasárnap?        | Pásztor Béla     | Latabár Kálmán, Gombaszögi Ella, Kabos Gyula, Komlós Vilmos                                                            | -               |
| Hotel Kikelet                | Gaál Béla        | Tőkés Anna, Turay Ida, Páger Antal, Kabos Gyula, Komár Júlia, Uray Tivadar                                             | -               |
| Két fogoly                   | Székely István   | Bajor Gizi, Jávor Pál, Ágay Irén, Rajnai Gábor, Csortos Gyula                                                          | Megjelent DVD-n |
| A kölcsönkért kastély        | Vajda László     | Kabos Gyula, Vaszary Piri, Turay Ida, Ráday Imre, Rajnai Gábor, Tolnay Klári                                           | Megjelent DVD-n |
| Maga lesz a férjem           | Gaál Béla        | Ágay Irén, Jávor Pál, Kabos Gyula, Csortos Gyula, Kiss Manyi                                                           | Megjelent DVD-n |
| Magdát kicsapják             | Vajda László     | Páger Antal, Tolnay Klári, Turay Ida, Nagy György, Simon Zsuzsa, Lendvay Márta                                         | -               |
| Mai lányok                   | Gaál Béla        | Szepes Lia, Pataky Jenő, Gyergyai István, Berky Lili                                                                   | -               |
| Mámi                         | Vaszary János    | Fedák Sári, Szepes Lia, Törzs Jenő, Vaszary Piri, Pataky Jenő, Bársony István, Mihályffy Béla, Réthy Anna, Peti Sándor | -               |
| Marika                       | Gertler Viktor   | Perczel Zita, Jávor Pál, Szepes Lia, Beöthy Lídia                                                                      | -               |
| Pergőtűzben                  | Ágotai Lajos     | Nagy György, Egry Mária, Kiss Ferenc, Pethes Ferenc, Berky Lili, Köpeczi-Boócz Lajos                                   | -               |
| Pesti mese                   | Gaál Béla        | Kabos Gyula, Turay Ida, Páger Antal, Mály Gerő, Kiss Manyi, Feleki Kamill, Bilicsi Tivadar                             | Megjelent DVD-n |
| Pusztai szél                 | Székely István   | Jávor Pál, Lázár Mária, Kiss Ferenc, Mály Gerő, Juhász József, Rajnai Gábor, Rózsahegyi Kálmán                         | -               |
| Rád bízom a feleségem        | Vaszary János    | Páger Antal, Erdélyi Mici, Ajtay Andor, Komár Júlia, Hajmássy Miklós, Vaszary Piri                                     | tör.            |
| Segítség, örököltem!         | Székely István   | Gózon Gyula, Ágay Irén, Uray Tivadar, Rajnai Gábor, Lehotay Árpád, Simor Erzsébet, Vaszary Piri, Keleti László         | -               |
| Szerelemből nősültem         | Székely István   | Erdélyi Mici, Ráday Imre, Kabos Gyula, Csortos Gyula                                                                   | -               |
| A szív szava                 | Bihari Lajos     | Bálint György, Szombathelyi Blanka, Orsolya Erzsi, Réthy Annie, Z. Molnár László, Keleti László                        | -               |
| Tokaji rapszodia             | Vaszary János    | Pataki Jenő, Donáth Ági, Lehotay Árpád, Rózsahegyi Kálmán, Szombathelyi Blanka, Boross Géza                            | -               |
| Torockói menyasszony         | Keleti Márton    | Dajka Margit, Jávor Pál, Makláry Zoltán, Kabos Gyula, Mály Gerő                                                        | -               |
| Úrilány szobát keres         | Balogh Béla      | Zilahy Irén, Ajtay Andor, Kabos Gyula, Salamon Béla, Mihályffy Béla, Pártos Erzsi                                      | Megjelent DVD-n |
| Viki                         | Keleti Márton    | Bársony Rózsi, Berky Lili, Csortos Gyula, Jávor Pál, Kabos Gyula, Petheő Attila                                        | min.            |
| 3 : 1 a szerelem javára      | Vaszary János    | Pálóczy László, Bársony Rózsi, Békeffi László, Dénes Oszkár, Halmay Tibor, Kiss Manyi, Rózsahegyi Kálmán               | -               |
| A 111-es                     | Székely István   | Lázár Mária, Törzs Jenő, Jávor Pál, Csortos Gyula                                                                      | Megjelent DVD-n |
| 120-as tempó                 | Kardos László    | Básti Lajos, Mihályffy Béla, Muráti Lili, Kabos Gyula, Mezey Mária                                                     | Megjelent DVD-n |

## 1938
| Film címe                           | Rendező                    | Szereplők | DVD             |
| ----------------------------------- | -------------------------- | --- | --------------- |
| Azurexpress                         | Balogh Béla                | Básti Lajos, Páger Antal, Szeleczky Zita, Tolnay Klári, Fónay Márta, Pethes Sándor, Bárdi Ödön                                                                                                 | -               |
| Beszállásolás                       | Szlatinay Sándor           | Páger Antal, Szeleczky Zita, Kabos Gyula, Rajnai Gábor, Kiss Manyi, Vízváry Mariska | tör.            |
| Borcsa Amerikában                   | Keleti Márton              | Kabos Gyula, Gózon Gyula, Vaszary Piri, Góth Sándor, Pethes Sándor, Kiss Manyi | min.            |
| Cifra nyomorúság                    | Gertler Viktor             | Góth Sándor, Simor Erzsi, Uray Tivadar, Vértess Lajos, Mály Gerő, Ladomerszky Margit | -               |
| Döntő pillanat                      | Vajda László               | Kabos Gyula, Páger Antal, Tolnay Klári, Ajtay Andor, Greguss Zoltán | Megjelent DVD-n |
| Elcserélt ember                     | Gertler Viktor             | Kiss Ferenc, Dajka Margit, Simor Erzsi, Mály Gerő | -               |
| Érik a búzakalász                   | Gaál Béla                  | Rózsahegyi Kálmán, Fedák Sári, Szilassy László, Perényi László, Erdélyi Mici, Egry Mária | -               |
| Fehérvári huszárok                  | György István              | Páger Antal, Egry Mária, Kabos Gyula, Vaszary Piri, Bilicsi Tivadar, Berky Lili | -               |
| Fekete gyémántok                    | Vajda László               | Jávor Pál, Szeleczky Zita, Törzs Jenő, Csortos Gyula, Mály Gerő | -               |
| Gyimesi vadvirág                    | Ráthonyi Ákos              | Timár József, Tolnay Klári, Ölvedy Zsóka, Greguss Zoltán, Mály Gerő, Hosszú Zoltán, Egyed Lenke                                                                                                | -               |
| A hölgy egy kissé bogaras           | Ráthonyi Ákos              | Tolnay Klári, Ráday Imre, Mály Gerő, Gózon Gyula, Pethes Sándor, Simon Marcsa, Gobbi Hilda | Megjelent DVD-n |
| János vitéz                         | Gaál Béla                  | Kiss Ferenc, Dajka Margit, Simor Erzsi | min.            |
| A leányvári boszorkány              | Kalmár László              | Csortos Gyula, Szörényi Éva, Szombathelyi Blanka, Hámory Imre, Apáthi Imre, Pethes Ferenc, Vaszary Piri, Rátkai Márton, Bilicsi Tivadar, Pethes Sándor                                         | -               |
| Magyar feltámadás                   | Kiss Ferenc-Csepreghy Jenő | Kiss Ferenc, Tőkés Anna, Benkő Gyula, Ottrubay Melinda, Csortos Gyula, Kiss Manyi, Bihari József, Bilicsi Tivadar, Hajmássy Miklós, Gárday Lajos, Toronyi L. Imre, Makláry Zoltán, Sitkey Irén | tör.            |
| Megvédtem egy asszonyt              | Ráthonyi Ákos              | Lázár Mária, Páger Antal, Vízváry Mariska, Boray Lajos, Mezey Mária, Ajtay Andor, Kovács Terus                                                                                                 | tör.            |
| Nehéz apának lenni                  | Keleti Márton              | Páger Antal, Szeleczky Zita, Vaszary Piri, Vízváry Mariska, Lendvay Márta, Egry Mária | -               |
| Nincsenek véletlenek                | Kalmár László              | Turay Ida, Szilassy László, Bilicsi Tivadar, Gobbi Hilda, Tompa Sándor | -               |
| A Noszty fiú esete Tóth Marival     | Székely István             | Szörényi Éva, Jávor Pál, Gózon Gyula, Kiss Manyi, Rajnai Gábor | -               |
| Örök titok                          | György István              | Harsányi Rezső, Fedák Sári, Gárday Lajos, Greguss Zoltán, Földényi László, Makláry Zoltán | min.            |
| Papucshős                           | Vaszary János              | Kabos Gyula, Erdélyi Mici, Kertész Dezső, Bilicsi Tivadar, Pethes Sándor, Vaszary Piri, Orsolya Erzsi                                                                                          | Megjelent DVD-n |
| Péntek Rézi                         | Vajda László               | Turay Ida, Páger Antal, Rajnai Gábor, Juhász József, Gózon Gyula, Erdélyi Mici | Megjelent DVD-n |
| Pillanatnyi pénzzavar               | Martonffy Emil             | Básti Lajos, Bilicsi Tivadar, Szeleczky Zita, Kabos Gyula, Földényi László, Erdélyi Mici, Salamon Béla, Pethes Ferenc                                                                          | -               |
| Piros bugyelláris                   | Pásztor Béla               | Bordy Bella, Somlay Artúr, Kiss Ferenc, Ölvedy Zsóka, Pethes Ferenc, Pethes Sándor, Hoykó Ferenc, Ladomerszky Margit                                                                           | -               |
| A pusztai királykisasszony          | Csepreghy Béla             | Szörényi Éva, Szabó Sándor, Csortos Gyula, Zala Karola, Hajmássy Miklós | -               |
| Rozmaring                           | Martonffy Emil             | Kabos Gyula, Páger Antal, Dénes György, Egyed Lenke, Fáy Béla, Gonda György | -               |
| Süt a nap                           | Kalmár László              | Olasz János, Kürthy György, Nagy Alice, Berky Lili, Mály Gerő, Pethes Sándor | -               |
| Szegény gazdagok                    | Csepreghy Jenő             | Uray Tivadar, Szeleczky Zita, Szilassy László, Lukács Margit, Mihályffy Béla, Mály Gerő | -               |
| Te csak pipálj, Ladányi!            | Keleti Márton              | Rózsahegyi Kálmán, Gömöry Vilma, Turay Ida, Bihari József, Ráday Imre | -               |
| Tiszavirág                          | Bolváry Géza               | Tolnay Klári, Lehotay Árpád, Ölvedy Zsóka, Juhász József, Kelemen Lajos | min.            |
| Tizenhárom kislány mosolyog az égre | Ráthonyi Ákos              | Ráday Imre, Turay Ida, Erdélyi Mici, Gózon Gyula, Vízvári Mariska, Köpeczi-Boócz Lajos | tör.            |
| Uz Bence                            | Csepreghy Jenő             | Jávor Pál, Szilassy László, Bordy Bella, Ölvedy Zsóka, Mály Gerő, Bilicsi Tivadar | -               |
| A varieté csillagai                 | Baky József                | Bordy Bella, id. Latabár Árpád, Jávor Pál, Mály Gerő, Páger Antal, Simor Erzsi | min.            |
| Varjú a toronyórán                  | Rodriguez Endre            | Kosáry Emmi, Egry Mária, Simor Erzsi, Vaszary Piri, Rajnai Gábor, Ungváry László, Rózsahegyi Kálmán, Benkő Gyula                                                                               | -               |

## 1939
| Film címe                                                   | Rendező          | Szereplők | DVD             |
| ----------------------------------------------------------- | ---------------- | --- | --------------- |
| Áll a bál                                                   | Bánky Viktor     | Pataky Jenő, Szeleczky Zita, Simor Erzsi, Csortos Gyula, Ladomerszky Margit, Bilicsi Tivadar, Gobbi Hilda, Köpeczi-Boócz Lajos, Veszely Pál, Sugár Lajos, Sitkey Irén, Serényi Éva, Földényi László, Bihary Nándor, Dénes György, Mihályffy Béla | Megjelent DVD-n |
| Álomsárkány                                                 | Pünkösti Andor   | Perényi László, Muráti Lili, Egry Mária, Rajnai Gábor, Ladomerszky Margit, Földényi László, Vízvári Mariska, Szemlér Mária, Makláry Zoltán, Ujlaky László, Fáy Béla, Lantos Ica | -               |
| Bercsényi huszárok                                          | Szlatinay Sándor | Szilassy László, Szeleczky Zita, Csortos Gyula, Makay Margit, Vaszary Piri, Mihályffy Béla, Pethes Ferenc, Hidvéghy Valéria, Fáy Béla, Kökény Ilona, Adorján Éva | -               |
| Bors István                                                 | Bánky Viktor     | Páger Antal, Tolnay Klári, Eszenyi Olga, Mihályffy Béla, Ladomerszky Margit, Bihari József, Földényi László, Pethes Sándor, Gárday Lajos, Fáy Béla, Simon Marcsa, Boray Lajos, C. Turáni Endre, Szemlér Mária | tör.            |
| Férjet keresek                                              | Martonffy Emil   | Turay Ida, Kollár Lívia, Szaplonczay Éva, Rózsahegyi Kálmán, Halassy Mariska, Vaszary Piri, Tompa Sándor, Bilicsi Tivadar, Latabár Árpád | -               |
| Földindulás                                                 | Cserépy Arzén    | Páger Antal, Eszenyi Olga, Ungváry Gyula, Kiss Ferenc, Simon Marcsa, Keresztessy Mária, Bilicsi Tivadar, Hosszú Zoltán, Bacsányi Paula, Görbe János, Egyed Lenke, Kiszely Ilona, Boray Lajos, Gárday Lajos, Danis Jenő, Kovács Terus | -               |
| Garszonlakás kiadó                                          | Balogh Béla      | Pataky Jenő, Simor Erzsi, Juhász József, Turay Ida, Keresztessy Mária, Rajnai Gábor, id. Latabár Árpád, Kürthy György, Makláry Zoltán | -               |
| Halálos tavasz                                              | Kalmár László    | Jávor Pál, Karády Katalin, Szörényi Éva, Tasnádi Ilona, Somlay Artúr, Kamarás Gyula, Hidassy Sándor, Pethes Sándor, Kéry Panni, Bilicsi Tivadar, Rózsahegyi Kálmán, Bihari József, Adorján Éva, Bacsányi Paula, Szemlér Mária, Misoga László, Kürthy György                                                                                         | Megjelent DVD-n |
| Hat hét boldogság                                           | Tóth Endre       | Kiss Ferenc, Tolnay Klári, Szilassy László, Ladomerszky Margit, Mihályffy Béla, Pethes Sándor, Tompa Sándor, Pethes Ferenc, Kovács Károly, Misoga László, Szaplonczay Éva, Simon Marcsa, Hidassy Sándor | -               |
| Hölgyek előnyben                                            | Martonffy Emil   | Szilassy László, Nagy Alice, Pethes Sándor, Kiss Manyi, Vaszary Piri, Bilicsi Tivadar, Dajbukát Ilona, Pethes Ferenc | tör.            |
| Ili férjet fog (rövidfilm: A nőnek mindig sikerül része)    | Ráthonyi Ákos    | Páger Antal, Dénes György, Németh Romola | -               |
| Karosszék                                                   | Balogh Béla      | Szilassy László, Szeleczky Zita, Rajnay Gábor, Latabár Kálmán, Pataky Miklós, Kováts Terus, Egyed Lenke, Kőváry Gyula, Rácz Vali, Cserey Irma | Megjelent DVD-n |
| Két lány az utcán                                           | Tóth Endre       | Tasnády Fekete Mária, Bordy Bella, Ajtay Andor, Csortos Gyula, Vaszary Piri, Kovács Károly, Dénes György, Földényi László, Sugár Lajos, Rácz Vali, Adorján Éva, Miklós Lívia, Ádám Piri, Kelemen Lajos | -               |
| Margithídi kaland (rövidfilm: A nőnek mindig sikerül része) | Ráthonyi Ákos    | Tolnay Klári, Szilassy László, Rajnai Gábor | -               |
| Mátyás rendet csinál                                        | Bán Frigyes      | Mály Gerő, Szilassy László, Lukács Margit, Németh Romola, Nagyajtay György, Berky Lili, Erdélyi Mici, Bihary Nándor, Feleki Kamill, Kőváry Gyula, Kökény Ilona, Szathmári Margit, Orbán Viola, Misoga László, Adorján Éva | -               |
| A miniszter barátja                                         | Bánky Viktor     | Páger Antal, Komár Júlia, Vágóné Berzsenyi Margit, Köpeczi-Boócz Lajos, Erdélyi Mici, Dénes György, Boray Lajos, Ihász Lajos, Pálóczy László, Egyed Lenke, Kőváry Gyula, Kováts Terus, Németh Romola, Kéry Panni, Mihályffy Béla, Misoga László, Kürthy György, Nagyajtay György, Sugár Lajos, Bihari József                                        | -               |
| Nem loptam én életemben                                     | Balogh Béla      | Latabár Kálmán, Egry Mária, Ania Suli, Szilassy László, Bilicsi Tivadar, Pethes Sándor, Kováts Terus | -               |
| A nőnek mindig sikerül (3 rövidfilm)                        | Ráthonyi Ákos    | Ili férjet fog: Páger Antal, Németh Romola, Dénes György, Harczos Irén Napraforgós lovag: Turay Ida, Pethes Sándor, Kőmíves Sándor, Makláry Zoltán, Tompa Sándor Margit-hídi kaland: Tolnay Klári, Szilassy László, Rajnai Gábor, Veszely Pál, Ádám Piri, Kökény Ilona                                                                              | tör.            |
| Párbaj semmiért                                             | Martonffy Emil   | Pataky Jenő, Nagy Alice, Csortos Gyula, Berky Lili, Somlay Artúr, Vaszary Piri, Bihari József, Misoga László, Pártos Gusztáv, Pethes Sándor, Pethes Ferenc | min.            |
| Pénz áll a házhoz                                           | Balogh Béla      | Németh Romola, Bilicsi Tivadar, Latabár Kálmán, Kiss Manyi, Berczy Géza, Fáy Béla, Déry Sári, Vaszary Piri, Földényi László, Kőváry Gyula, Pethes Ferenc, Pethes Sándor, Sugár Lajos, Kökény Ilona, Kováts Terus, Orsolya Erzsi, Ottrubay Melinda                                                                                                   | -               |
| Semmelweis                                                  | Tóth Endre       | Uray Tivadar, Árpád Margit, Gózon Gyula, Ligeti Juliska, Bilicsi Tivadar, Simor Erzsi, Somlay Artúr, Mihályffy Béla, Pataky Miklós, Juhász József, Vértess Lajos, Boray Lajos, Pártos Gusztáv, Vágóné Berzsenyi Margit, Keresztessy Mária, Kiszely Ilona, Simon Marcsa, Szathmári Margit, Kőváry Gyula, Makláry Zoltán, Tompa Sándor, Orsolya Erzsi | -               |
| Szárnyas dandár, avagy: Zúgnak a szirénák                   | Csepreghy Jenő   | Greguss Zoltán, Lukács Margit, Rajnay Gábor, Zala Karola, Hidvéghy Valéria, Vértess Lajos, Mihályffy Béla, Apáthi Imre, Kürthy György, Kőváry Gyula, Kováts Terus | -               |
| Szervusz, Péter!                                            | Szlatinay Sándor | Páger Antal, Simor Erzsi, Mihályffy Béla, Déry Sári, Pethes Ferenc, Pálóczy László, Nagyajtay György, Hidvéghy Valéria, Kováts Terus, Dán Etelka | -               |
| Toprini nász                                                | Tóth Endre       | Jávor Pál, Tolnay Klári, Kiss Ferenc, Ölvedy Zsóka, Petheő Attila, Ladomerszky Margit, Keresztessy Mária, Apáthi Imre, Somogyi Nusi, Rácz Vali, Pethes Ferenc, Makláry Zoltán, Misoga László | -               |
| Tökéletes férfi                                             | Szlatinay Sándor | Jávor Pál, Simor Erzsi, Pethes Sándor, Mihályffy Béla, Bilicsi Tivadar, Dán Etelka, Makláry Zoltán, Pethes Ferenc, Zsilley Margit, Kürthy György, Misoga László, Kökény Ilona, Kováts Terus, Szép Ilonka, Sugár Lajos | -               |
| Az utolsó Wereczkey                                         | Szlatinay Sándor | Hajmássy Miklós, Szeleczky Zita, Hidvéghy Valéria, Bilicsi Tivadar, Vaszary Piri, Csortos Gyula, Kürthy György, Zala Karola, Ladomerszky Margit, Dán Etelka, Misoga László, Szép Ilonka | -               |
| Vadrózsa                                                    | Pásztor Béla     | Dajka Margit, Lehotay Árpád, Simor Erzsi, Vízvári Mariska, Rózsahegyi Kálmán, Perényi László, Déry Sári, Pethes Ferenc, Dajbukát Ilona, Simon Marcsa, Kürthy György, Kökény Ilona | tör.            |
| 5 óra 40                                                    | Tóth Endre       | Uray Tivadar, Tasnády Fekete Mária, Kiss Ferenc, Makay Margit, Greguss Zoltán, Hajmássy Miklós, Köpeczi-Boócz Lajos, Peéry Piri, Pethes Sándor, Rácz Vali, Vaszary Piri, Baló Elemér, Fogarassy Mária, Hidvéghy Valéria, Kiszely Ilona, Kökény Ilona, Sugár Lajos, Egyed Lenke, Berczy Géza, Misoga László                                          | Megjelent DVD-n |

## 1940
| Film címe                                      | Rendező           | Szereplők | DVD             |
| ---------------------------------------------- | ----------------- | --- | --------------- |
| Balkezes angyal                                | Ráthonyi Ákos     | Tabódy Klára, Jávor Pál, Mály Gerő, Berky Lili, Makláry Zoltán, Vaszary Piri, Libertiny Éva | -               |
| Beáta és az ördög                              | György István     | Szörényi Éva, Páger Antal, Ladomerszky Margit, Vaszary Piri, Toronyi L. Imre, Gábor Miklós, Mihályffy Béla | -               |
| Cserebere                                      | Cserépy László    | Szilassy László, Bordy Bella, Kiss Manyi, Latabár Kálmán, Makláry Zoltán, Mihályffy Béla, Somogyi Nusi | -               |
| Dankó Pista                                    | Kalmár László     | Jávor Pál, Simor Erzsi, Lukács Margit, Tompa Sándor, Rózsahegyi Kálmán, Simon Marcsa, Mihályffy Béla, Szakáts Zoltán                                                                                                | Megjelent DVD-n |
| Egy csók és más semmi                          | Ráthonyi Ákos     | Jávor Pál, Tolnay Klári, Rajnai Gábor, Dénes György, Pataky Jenő, Ölvedy Zsóka, Peéry Piri, Sárosy Andor | Megjelent DVD-n |
| Az eladó birtok                                | Bánky Viktor      | Páger Antal, Szeleczky Zita, Toronyi L. Imre, Vaszary Piri, Mihályffy Béla, Gobbi Hilda, Pethes Ferenc | min.            |
| Az elkésett levél                              | Rodriguez Endre   | Szörényi Éva, Feleki Sári, Uray Tivadar, Kamarás Gyula, Várkonyi Zoltán, Dénes György, Kiszely Ilona | min.            |
| Elnémult harangok                              | Kalmár László     | Kiss Ferenc, Keresztessy Mária, Nagy István, Lukács Margit, Greguss Zoltán, Lehotay Árpád | min.            |
| Erdélyi kastély                                | Podmaniczky Félix | Páger Antal, Tasnády Fekete Mária, Greguss Zoltán, Mezey Mária, Hidvéghy Valéria, Gózon Gyula, Vaszary Piri | -               |
| Erzsébet királyné                              | Podmaniczky Félix | Karády Katalin, Jávor Pál, Tolnay Klári, Rajnai Gábor, Somlay Artúr, Gózon Gyula, Fenyvessy Éva | Megjelent DVD-n |
| Fűszer és csemege                              | Ráthonyi Ákos     | Somlay Artúr, Szörényi Éva, Jávor Pál, Vízvári Mariska, Hidvéghy Valéria, Dénes György, Petheő Attila, Bihari József, Simon Marcsa, Kőmíves Sándor, Pethes Ferenc, Tompa Sándor, Berczy Géza, Fáy Béla, Sitkey Irén | -               |
| A gorodi fogoly                                | Cserépy Arzén     | Ajtay Andor, Adorján Éva, Petheő Attila, Pethes Ferenc, Baló Elemér, Báthory Giza | -               |
| Göre Gábor visszatér                           | György István     | Tompa Sándor, Pethes Sándor, Rózsahegyi Kálmán, Misoga László, Adorján Éva, Dajbukát Ilona | -               |
| Gül Baba                                       | Nádasdy Kálmán    | Kőmíves Sándor, Szeleczky Zita, Jávor Pál, Makláry Zoltán, Ladomerszky Margit, Bihary Nándor, Farkas Judit | -               |
| Gyurkovics fiúk                                | Hamza D. Ákos     | Benkő Gyula, Vízvári Mariska, Szilassy László, Perényi László, C. Turáni Endre, Puskás Tibor, Rózsahegyi Kálmán, Turay Ida, Rajnai Gábor, Árpád Margit                                                              | -               |
| Hazafelé                                       | Cserépy Arzén     | Fedák Sári, Csortos Gyula, Hajmássy Lajos, Mészáros Ági, Vaszary Piri, Bilicsi Tivadar, Rácz Vali, Pethes Ferenc | -               |
| Hazajáró lélek                                 | Zilahy Lajos      | Karády Katalin, Páger Antal, Ércz István, Csortos Gyula, Mály Gerő, Vaszary Piri, Kiss Manyi, Raffay Blanka, Pethes Sándor                                                                                          | Megjelent DVD-n |
| Hétszilvafa                                    | Podmaniczky Félix | Szilassy László, Turay Ida, Csortos Gyula, Mály Gerő, Vaszary Piri, Berky Lili, Kiss Manyi, Sárosy Andor | -               |
| Igen, vagy nem?                                | Bánky Viktor      | Muráti Lili, Jávor Pál, Mály Gerő, Páger Antal, Szörényi Éva, Vaszary Piri, Kiss Manyi | min.            |
| Ismeretlen ellenfél                            | Rodriguez Endre   | Ajtay Andor, Simor Erzsi, Földényi László, Greguss Zoltán, Zala Karola, Somogyi Nusi, Adorján Éva | -               |
| Isten tenyerén (az első magyar dokumentumfilm) | Riedl Klára       | | tör.            |
| Jöjjön elsején                                 | Ráthonyi Ákos     | Jávor Pál, Turay Ida, Páger Antal, Sulyok Mária, Rózsahegyi Kálmán, Szakáts Zoltán, Dénes György | -               |
| Lángok                                         | Kalmár László     | Jávor Pál, Mezey Mária, Kiss Ferenc, Hidvéghy Valéria, Mihályffy Béla, Makláry Zoltán, Náray Teri, Sugár Lajos | -               |
| Mária két éjszakája                            | Balogh Béla       | Szilágyi Szabó Eszter, Uray Tivadar, Greguss Zoltán, Sennyei Vera, Pataky Jenő, Csortos Gyula | -               |
| Mindenki mást szeret                           | Balogh Béla       | Uray Tivadar, Déry Sári, Szilágyi Szabó Eszter, Halász Géza, Petheő Attila, Bókay Ferenc, Makláry Zoltán, Harczos Irén                                                                                              | -               |
| Pénz beszél                                    | Csepreghy Jenő    | Csortos Gyula, Dajka Margit, Szabó Sándor, Szörényi Éva, Ladomerszky Margit, Mály Gerő, Kovács Károly, Greguss Zoltán                                                                                               | -               |
| A pepita kabát                                 | Martonffy Emil    | Latabár Kálmán, Egry Mária, Kiss Manyi, Földessy Géza, Berky Lili, Pethes Ferenc, Vaszary Piri | -               |
| Rózsafabot                                     | Balogh Béla       | Szeleczky Zita, Timár József, Rózsahegyi Kálmán, Berky Lili, Gózon Gyula, Dajbukát Ilona, Juhász József, Simon Marcsa                                                                                               | Megjelent DVD-n |
| Sarajevo                                       | Ráthonyi Ákos     | Timár József, Tasnády Fekete Mária, Vértess Lajos, Kiss Ferenc, Berky Lili, Ladomerszky Margit, Gózon Gyula | -               |
| Sárga rózsa                                    | György István     | Greguss Zoltán, Szörényi Éva, Kamarás Gyula, Kormos Márta, Köpeczi-Boócz Lajos, Misoga László | -               |
| Sok hűhó Emmiért                               | Szlatinay Sándor  | Szeleczky Zita, Jávor Pál, Csortos Gyula, Bilicsi Tivadar, Vízvári Mariska, Szaplonczay Éva, Kiss Manyi | -               |
| A szerelem nem szégyen                         | Ráthonyi Ákos     | Jávor Pál, Tolnay Klári, Mály Gerő, Gózon Gyula, Köpeczi-Boócz Lajos, Mihályffy Béla, Somogyi Nusi | -               |
| Szeressük egymást!                             | Cserépy Arzén     | Bulla Elma, Greguss Zoltán, Csortos Gyula, Erdélyi Mici, Hidvéghy Valéria, Rácz Vali, Fáy Béla, Danis Jenő | -               |
| Te vagy a dal                                  | Rodriguez Endre   | Sárdy János, Szabó Klári, Sennyei Vera, Toronyi L. Imre, Vaszary Piri, Feleki Kamill, Misoga László, Fáy Béla | tör.            |
| Tokaji aszú                                    | Bánky Viktor      | Fedák Sári, Bordy Bella, Pálóczy László, Erdélyi Mici, Bilicsi Tivadar, Bihari József, Mihályffy Béla | -               |
| Tóparti látomás                                | Kalmár László     | Jávor Pál, Tolnay Klári, Simor Erzsi, Rajnai Gábor, Berky Lili, Solthy György, Makláry Zoltán | Megjelent DVD-n |
| Vissza az úton                                 | Ráthonyi Ákos     | Csortos Gyula, Tolnay Klári, Mezey Mária, Mihályffy Béla, Kőváry Gyula, Boray Lajos, Báthory Giza | -               |
| Zárt tárgyalás                                 | Radványi Géza     | Páger Antal, Tasnády Fekete Mária, Timár József, Somlay Artúr, Bihari József, Vaszary Piri, Lengyel Gizi | -               |
| Zavaros éjszaka                                | Bán Frigyes       | Pataky Jenő, Tolnay Klári, Rajnai Gábor, Bilicsi Tivadar, Makláry Zoltán, Hidvéghy Valéria, Várkonyi Zoltán | min.            |

## 1941
| Film címe             | Rendező           | Szereplők | DVD             |
| --------------------- | ----------------- | --- | --------------- |
| Akit elkap az ár      | Rodriguez Endre   | Földényi László, Simor Erzsi, Hidvéghy Valéria, Somogyi Nusi, Jenei Ottó, Dajbukát Ilona, Mihályffy Béla                             | min.            |
| András                | Bánky Viktor      | Bihari József, Bordy Bella, Csortos Gyula, Hidvéghy Valéria, Mihályffy Béla                                                          | -               |
| Behajtani tilos       | Martonffy Emil    | Latabár Kálmán, Bilicsi Tivadar, Simor Erzsi, Rajnai Gábor                                                                           | Megjelent DVD-n |
| A beszélő köntös      | Radványi Géza     | Kiss Ferenc, Jávor Pál, Tasnády Fekete Mária, Csortos Gyula, Bilicsi Tivadar, Lehotay Árpád                                          | Megjelent DVD-n |
| Bob herceg            | Kalmár László     | Szilassy László, Simor Erzsi, Rajnai Gábor, Bilicsi Tivadar, Fedák Sári                                                              | Megjelent DVD-n |
| Bűnös vagyok          | Hamza D. Ákos     | Greguss Zoltán, Mezey Mária, Kamarás Gyula, Koós Zsófi, Csortos Gyula                                                                | -               |
| Csákó és kalap        | Martonffy Emil    | Bilicsi Tivadar, Csortos Gyula, Simor Erzsi                                                                                          | -               |
| A cigány              | Deésy Alfréd      | Gábor Miklós, Pataky Jenő, Adorján Éva, Rózsahegyi Kálmán, Zimonyi Márta                                                             | -               |
| Dr. Kovács István     | Bánky Viktor      | Páger Antal, Simor Erzsi, Tóth Júlia                                                                                                 | -               |
| Édes ellenfél         | Mártonffy Emil    | Szeleczky Zita, Hajmássy Miklós, Kiss Manyi, Latabár Kálmán, Somlay Artúr, Mály Gerő, Makláry Zoltán                                 | min.            |
| Egy asszony visszanéz | Radványi Géza     | Jávor Pál, Tasnády Fekete Mária, Somlay Artúr, Székely Ágnes                                                                         | -               |
| Egy éjszaka Erdélyben | Bán Frigyes       | Szeleczky Zita, Nagy István, Hajmássy Miklós, Páger Antal, Mezey Mária, Lázár Mária                                                  | Megjelent DVD-n |
| Egy tál lencse        | Farkas Zoltán     | Karády Katalin, Jávor Pál, Csortos Gyula, Kiss Manyi, Mály Gerő, Makláry Zoltán, Pethes Sándor                                       | -               |
| Életre ítéltek!       | Rodriguez Endre   | Jávor Pál, Petrovich Iván, Somlay Artúr, Peéry Piri, Hidvéghy Valéria, Zádor Gyöngyi                                                 | -               |
| Emberek a havason     | Szőts István      | Szellay Alice, Görbe János, Ferenci Péter, Bihari József, Makláry János, Egyed Lenke                                                 | -               |
| Európa nem válaszol   | Radványi Géza     | Tasnády Fekete Mária, Petrovics Szvetiszláv, Somlay Artúr, Greguss Zoltán, Kiss Ferenc, Titkos Ilona, Mály Gerő, Vaszary Piri        | -               |
| Gentryfészek          | Podmaniczky Félix | Tolnay Klári, Csortos Gyula, Hajmássy Miklós, Fáy Béla, Vaszary Piri                                                                 | -               |
| Haláltánc             | Kalmár László     | Somlay Artúr, Uray Tivadar, Lázár Mária, Goll Bea, Perényi László                                                                    | tör.            |
| Három csengő          | Podmaniczky Félix | Jávor Pál, Tolnay Klári, Mály Gerő, Turay Ida, Makláry Zoltán, Nagyajtay György, Rácz Vali, Apáthi Imre                              | -               |
| Háry János            | Bán Frigyes       | Páger Antal, Dajka Margit, Bárczy Kató, Makláry Zoltán, Medgyaszay Vilma                                                             | -               |
| Havasi napsütés       | Ráthonyi Ákos     | Csortos Gyula, Tolnay Klári, Turay Ida, Perényi Károly, Rajnai Gábor, Makay Margit, Vértess Lajos, Mály Gerő, Országh Tivadar        | -               |
| Az intéző úr          | Podmaniczky Félix | Perényi László, Bordy Bella, Somlay Artúr                                                                                            | -               |
| Kádár kontra Kerekes  | Ráthonyi Ákos     | Mály Gerő, Szilassy László, Tolnay Klári, Vaszary Piri                                                                               | min.            |
| Kadétszerelem         | Bán Frigyes       | Benkő Gyula, Hidvéghy Valéria, Pataky Jenő, Zsilley Margit, Árpád Margit, Rajnai Gábor, Zala Karola, Makláry Zoltán                  | -               |
| A kegyelmes úr rokona | Podmaniczky Félix | Simor Erzsi, Szilassy László, Somlay Artúr, Mezey Mária, Rózsahegyi Kálmán, Csortos Gyula, Greguss Zoltán, Kőváry Gyula              | -               |
| Kísértés              | Farkas Zoltán     | Bulla Elma, Hajmássy Miklós, Halmay Tibor, Karády Katalin, Nagy István, Bajner Olga                                                  | -               |
| Kölcsönkért férjek    | Bánky Viktor      | Szilassy László, Simor Erzsi, Raffay Blanka                                                                                          | min.            |
| Leányvásár            | Podmaniczky Félix | Szeleczky Zita, Sárdy János, Mihályffy Béla, Latabár Kálmán, Kiss Manyi, Vaszary Piri, Bilicsi Tivadar, Makláry Zoltán, Tompa Sándor | -               |
| Lelki klinika         | Cserépy László    | Turay Ida, Jávor Pál, Halassy Mariska, Somlay Artúr, Hidvéghy Valéria, Benkő Gyula                                                   | -               |
| Lesz, ami lesz!       | Rodriguez Endre   | Hajmássy Miklós, Kompóthy Gyula, Kőváry Gyula, Mály Gerő, Pethes Ferenc, Vaszary Piri                                                | -               |
| Magdolna              | Nádasdy Kálmán    | Lázár Mária, Lehotay Árpád, Turay Ida, Somlay Artúr, Benkő Gyula                                                                     | Megjelent DVD-n |
| Ma, tegnap, holnap    | Bánky Viktor      | Jávor Pál, Szilágyi Szabó Eszter, Somlay Artúr, Mály Gerő, Görbe János                                                               | min.            |
| Miért?                | Daróczy József    | Muráti Lili, Páger Antal, Hajmássy Miklós, Vaszary Piri, Greguss Zoltán, Mihályffy Béla                                              | -               |
| Ne kérdezd, ki voltam | Balogh Béla       | Karády Katalin, Sós László, Vízvári Mariska, Juhász József                                                                           | -               |
| A néma kolostor       | Rodriguez Endre   | Jávor Pál, Tolnay Klári, Lukács Margit, Ajtay Andor, Toronyi L. Imre, Boray Lajos                                                    | -               |
| Az ördög nem alszik   | Bánky Viktor      | Tolnay Klári, Hajmássy Miklós, Csortos Gyula, Mihályffy Béla, Bihari Nándor, Dajbukát Ilona, Szép Ilonka, Pálóczy László             | Megjelent DVD-n |
| Régi keringő          | Bánky Viktor      | Szörényi Éva, Páger Antal, Szilassy László, Zsilley Margit, Harmonikás Gizi                                                          | Megjelent DVD-n |
| A régi nyár           | Podmaniczky Félix | Honthy Hanna, Simor Erzsi, Szilassy László, Rajnai Gábor, Csortos Gyula, Vaszary Piri                                                | -               |
| Szüts Mara házassága  | Kalmár László     | Simor Erzsi, Szörényi Éva, Páger Antal, Perényi László, Vízvári Mariska                                                              | -               |
| A szűz és a gödölye   | Zilahy Lajos      | Csortos Gyula, Bajor Gizi, Kovács Károly, Karády Katalin, Major Tamás                                                                | -               |
| Az utolsó dal         | Bán Frigyes       | Jávor Pál, Simor Erzsi, Sárdy János                                                                                                  | -               |
| Végre                 | Farkas Zoltán     | Muráti Lili, Turay Ida, Páger Antal, Mály Gerő, Bilicsi Tivadar                                                                      | Megjelent DVD-n |

## 1942
| Film címe                                    | Gyártás hónapja      | Rendező           | Szereplők | DVD             |
| -------------------------------------------- | -------------------- | ----------------- | --- | --------------- |
| Alkalom                                      | június-július        | Rodriguez Endre   | Karády Katalin, Somlay Artúr, Szilassy László, Csortos Gyula, Bilicsi Tivadar, Berczy Géza, Szemere Vera, Somogyi Nusi | min.            |
| Álomkeringő                                  | október-november     | Podmaniczky Félix | Sárdy János, Zsilley Margit, Latabár Kálmán, Csortos Gyula, Makláry Zoltán, Mihályi Ernő, Erdélyi Mici, Gonda György, Fáykiss Dóra | -               |
| Annamária                                    | augusztus-október    | Hamza D. Ákos     | Szörényi Éva, Szilassy László, Rajnai Gábor, Vízvári Mariska, Rácz Vali, Medgyaszay Vilma, Pethes Ferenc, Somogyi Nusi, Makláry János | elv.            |
| Bajtársak                                    | május-június         | Pacséry Ágoston   | Szilassy László, Simor Erzsi, Timár József, Barkóczy Beáta, Halassy Mariska, Juhász József, Rácz Vali, Kürthy György, Danis Jenő | min.            |
| Családunk szégyene                           | november             | Martonffy Emil    | Goll Bea, Benkő Gyula, Hajmássy Miklós, Turay Ida, Mály Gerő, Vaszary Piri, Halmay Tibor | -               |
| Csalódás                                     | június               | Bán Frigyes       | Karády Katalin, Hajmássy Miklós, Sennyei Vera, Vízvári Mariska, Mihályi Ernő, Náray Teri, Kertész Dezső, Pártos Gusztáv, Sugár Lajos | -               |
| Egér a Palotában                             | június               | Martonffy Emil    | Benkő Gyula, Németh Romola, Rajnai Gábor, Csikós Rózsi, Makay Margit, Pálóczy László, Raffay Blanka, Solthy György, Makláry Zoltán, Peéry Piri, Orbán Viola, Danis Jenő, Boray Lajos, Vaszary Piri, Puskás Tibor                                                            | -               |
| Egy bolond százat csinál                     | december             | Martonffy Emil    | Latabár Kálmán, Egry Mária, Hidvéghy Valéria, Benkő Gyula, Mály Gerő, Rajnai Gábor, Halmay Tibor, Raffay Blanka, Bánhidi László, Pártos Gusztáv | Megjelent DVD-n |
| Egy szív megáll                              | szeptember-október   | Kalmár László     | Karády Katalin, Uray Tivadar, Nagy István, Pálóczy László, Kiss Manyi, Makláry Zoltán, Misoga László, Lehotay Árpád, Vágóné Margit, Pethes Ferenc, Halmay Tibor | -               |
| Éjféli gyors                                 | augusztus-szeptember | Rodriguez Endre   | Sárdy János, Bordy Bella, Greguss Zoltán, Bilicsi Tivadar, Toronyi Imre, C. Turáni Endre, Misoga László, Török Ilonka | Megjelent DVD-n |
| Éjfélre kiderül                              | január               | Cserépy László    | Timár József, Bulla Elma, Lehotay Árpád, Simor Erzsi, Hajmássy Miklós, Csikós Rózsi, Dajbukát Ilona, Alszeghy Lajos, Csortos Gyula, Rácz Vali, Buttykay Emmi, Benkő Gyula, Pethes Sándor, Déghy Piri, Orbán Viola, Sárosy Andor                                             | -               |
| Az éjszaka leánya                            | október-november     | Bán Frigyes       | Muráti Lili, Perényi László, Ajtay Andor, Rácz Vali, Greguss Zoltán, Szép Ilonka, C. Turáni Endre, Kőváry Gyula, Pethes Ferenc, Kelemen Lajos, Magyari Tibor | -               |
| Enyém vagy!                                  | július-augusztus     | György István     | Szilágyi Szabó Eszter, Perényi László, Zsilley Margit, Bilicsi Tivadar, Szakáts Zoltán, Bihari József, Vágóné Margit, Mihályi Ernő, Orbán Viola, Kelemen Lajos, Pártos Gusztáv                                                                                              | -               |
| Estélyi ruha kötelező                        | március-április      | Cserépy László    | Jávor Pál, Réthy Eszter, Pethes Sándor, Mihályi Ernő, Kökény Ilona, Raffay Blanka, Pártos Gusztáv, Solthy György, Mihályffy Béla, Boray Lajos, Juhász József, Alszeghy Lajos, Gárday Lajos, Danis Jenő                                                                      | -               |
| Fekete hajnal                                | szeptember-november  | Kalmár László     | Nagy István, Goll Bea, Lukács Margit, Harsányi Rezső, Berky Lili, Serényi Éva, Mihályi Ernő, Vértess Lajos, Danis Jenő, Solthy György | -               |
| Férfihűség                                   | június-július        | Daróczy József    | Páger Antal, Bulla Elma, Tolnay Klári, Ajtay Andor, Mihályffy Béla, Lehotay Árpád, Vízvári Mariska, Pethes Sándor, Pataky Jenő, Keresztessy Mária, Pelsőczy Irén, Szemere Vera, C. Turáni Endre, Toronyi Imre, Vértess Lajos                                                | -               |
| Fráter Lóránd                                | március              | Kalmár László     | Páger Antal, Goll Bea, Ajtay Andor, Tőkés Anna, Szilassy László, Mály Gerő, Kökény Ilona, Makláry Zoltán, Somogyi Nusi, Keresztessy Mária | tör.            |
| Gyávaság                                     | nyár                 | Nádasdy Kálmán    | Hajmássy Miklós, Szeleczky Zita, Sennyei Vera, Kamarás Gyula, Vízvári Mariska, Hidvéghy Valéria, Pataky Jenő, Szemere Vera, Mihályi Ernő, Zsilley Margit | tör.            |
| Halálos csók                                 | április-május        | Kalmár László     | Karády Katalin, Nagy István, Rajnai Gábor, Somlay Artúr, Perényi László, Pataky Jenő, Greguss Zoltán, Berczy Géza, Simon Marcsa, Pethes Ferenc | Megjelent DVD-n |
| A harmincadik                                | augusztus-szeptember | Cserépy László    | Páger Antal, Pelsőczy Irén, Somlay Artúr, Bacsányi Paula, Bihari József, Árpád Margit, Juhász József, Fónay Márta, Fáy Béla, Makláry Zoltán, Makláry János, Simon Marcsa, Pethes Ferenc, Egyed Lenke, Gárday Lajos                                                          | -               |
| Házasság                                     | február              | Vaszary János     | Páger Antal, Muráti Lili, Perényi László, Zsilley Margit, Pethes Sándor, Árpád Margit, Bihary Nándor, Makláry Zoltán, Keresztessy Mária, Ékes Mária, C. Turáni Endre, Halassy Mariska, Nagyajtay György                                                                     | -               |
| A hegyek lánya                               | augusztus-október    | Farkas Zoltán     | Fényes Alice, Hosszú Zoltán, Nagy István, Ladomerszky Margit, Greguss Zoltán, Tompa Sándor, Pártos Gusztáv, Orsolya Erzsi, Orbán Viola | -               |
| Heten, mint a gonoszok                       | szeptember-október   | Rodriguez Endre   | Sárdy János, Mednyánszky Ági, Bilicsi Tivadar, Kiss Manyi, Szathmári Margit, Vaszary Piri, Somogyi Nusi, Makláry Zoltán | -               |
| Isten rabjai                                 | július-augusztus     | Pacséry Ágoston   | Bulla Elma, Szilassy László, Lehotay Árpád, Tasnádi Ilona, Horváth László, Zala Karola, Harsányi Rezső, Makláry Zoltán, Kürthy György, Kelemen Lajos, Fáy Béla, Serényi Éva                                                                                                 | -               |
| Jelmezbál                                    | június               | Rodriguez Endre   | Ajtay Andor, Szörényi Éva, Greguss Zoltán, Turay Ida, Mihályffy Béla, Bilicsi Tivadar, Pataky Miklós, Sugár Lajos | -               |
| Katyi                                        | október-november     | Ráthonyi Ákos     | Tolnay Klári, Bilicsi Tivadar, Kiss Manyi, Mály Gerő, Vaszary Piri, Erdélyi Mici, Juhász József, Pethes Sándor, Hlatky Edit, Misoga László, Vándory Gusztáv, Kőváry Gyula, Sugár Lajos, Gárday Lajos, Simon Marcsa, Bihary Nándor, Kökény Ilona, Pápay Klára, Vágóné Margit | Megjelent DVD-n |
| Keresztúton                                  | augusztus-szeptember | Bánky Viktor      | Tolnay Klári, Perényi László, Ajtay Andor, Ladomerszky Margit, Somlay Artúr, Orsolya Erzsi, Szemere Vera, Sennyei Vera, Lánczy Margit, Toronyi Imre, Romváry Gertrúd, Simon Marcsa, Orbán Viola, Egyed Lenke, Sugár Lajos                                                   | -               |
| Külvárosi őrszoba                            | július-augusztus     | Hamza D. Ákos     | Karády Katalin, Nagy István, Csikós Rózsi, Toronyi Imre, Dajbukát Ilona, Pártos Gusztáv, Csortos Gyula, Makláry János, Somogyi Nusi, Misoga László, Salamon Erzsi, Kelemen Lajos, Hidassy Sándor, Egyed Lenke, Juhász József, C. Turáni Endre, Cserey Irma                  | Megjelent DVD-n |
| A láp virága                                 | november             | Hamza D. Ákos     | Jávor Pál, Fényes Alice, Mihályi Ernő, Baksa-Soós László, Boray Lajos, Somogyi Nusi, Szondy Biri, Pethes Sándor, Balázs Samu, Kőváry Gyula, Kürthy György, Dajbukát Ilona, Toronyi Imre, Gárday Lajos, Diana Clayton, Pártos Gusztáv                                        | -               |
| Negyedíziglen                                | április-május        | Farkas Zoltán     | Hosszú Zoltán, Eszenyi Olga, Nagy István, Sulyok Mária, Orsolya Erzsi, Mály Gerő, Egyed Lenke, Solthy György | -               |
| Négylovas hintó                              | augusztus-szeptember | Jenei Imre        | Hajmássy Miklós, Szemere Vera, Turay Ida, Pethes Ferenc, Kürthy György, Vízvári Mariska, Mihályi Ernő, Mály Gerő, Pethes Ferenc, Ölvedy Zsóka | min.            |
| Ópiumkeringő                                 | december             | Balogh Béla       | Karády Katalin, Jávor Pál, Greguss Zoltán, Baksa-Soós László, Petrovics Szvetiszláv, Pálóczy László, C. Turáni Endre, Pártos Gusztáv, Egyed Lenke | Megjelent DVD-n |
| Őrségváltás                                  | május                | Bánky Viktor      | Páger Antal, Hidvéghy Valéria, Csortos Gyula, Ladomerszky Margit, Mihályffy Béla, Szakáts Zoltán, Szemere Vera, Kertész Dezső, Vízvári Mariska, Makláry Zoltán, Fáy Béla, Pelsőczy Irén                                                                                     | tör.            |
| Pista tekintetes úr                          | szeptember-október   | Daróczy József    | Jávor Pál, Tolnay Klári, Turay Ida, Mály Gerő, Vaszary Piri, Halmay Tibor, Halassy Mariska, Pálóczy László, Bánky Róbert, Pethes Ferenc, Pelsőczy Irén | -               |
| Szabotázs                                    | február              | Martonffy Emil    | Benkő Gyula, Hidvéghy Valéria, Földényi László, Simor Erzsi, Egyed Lenke, Kiss Ferenc, Makláry János, Pethes Ferenc, Gobbi Hilda, Berczy Géza, Somogyi Nusi | -               |
| Szakítani nehéz dolog                        | augusztus            | Martonffy Emil    | Dajka Margit, Benkő Gyula, Vaszary Piri, Rajnai Gábor, Tóth Júlia, Makláry Zoltán, Kiss Manyi, Pethes Ferenc | -               |
| Szép csillag                                 | január               | Jelinek Imre      | Páger Antal, Fényes Alice, Bakay Lajos, Kürthy György, Orsolya Erzsi, Mály Gerő, Kökény Ilona, Alszeghy Lajos | -               |
| Szeptember végén                             | december             | Zsabka Kálmán     | Szörényi Éva, Horváth László, Dorita Boneva, Ladomerszky Margit, Bilinszky Ibolya, Delly Ferenc, Mihályi Ernő, Császár Terka, Makláry Zoltán, Juhász József, Fáy Béla, Misoga László, Solthy György                                                                         | -               |
| Szerelmi láz                                 | április-június       | Ifj. Lázár István | Dajka Margit, Timár József, Csortos Gyula, Romváry Gertrúd, Peéry Piri, Makláry Zoltán, Hidassy Sándor | -               |
| Szerető fia, Péter                           | ősz                  | Bánky Viktor      | Páger Antal, Bordy Bella, Somlay Artúr, Várkonyi Zoltán, Lánczy Margit, Vágóné Margit, Bacsányi Paula, Gárday Lajos, Ligeti Juliska, Dajbukát Ilona, Makláry Zoltán, Miklós Lívia, Toronyi Imre, Boray Lajos                                                                | -               |
| Szíriusz                                     | január               | Hamza D. Ákos     | Szilassy László, Karády Katalin, Baló Elemér, Déry Sári, Rajczy Lajos, Szakáts Zoltán, Pethes Sándor, Bodnár Jenő | -               |
| Tata                                         |                      | Deésy Alfréd      | | -               |
| Tavaszi szonáta                              | január               | Hegedűs Tibor     | Benkő Gyula, Szörényi Éva, Uray Tivadar, Földényi László, Ladomerszky Margit, Pethes Sándor, Makláry Zoltán | -               |
| Üzenet a Volga-partról                       | szeptember           | Deésy Alfréd      | Sárdy János, Tóth Júlia, C. Turáni Endre, Rajczy Lajos, Bihari József, Vágóné Margit, Gobbi Hilda, Egyed Lenke, Alberthy d'Enno Erzsébet, Pethes Ferenc, Naszódy Sándor | -               |
| Valahol Oroszországban (13 perces rövidfilm) |                      | Bán Frigyes       | Karády Katalin, Pataky Jenő | -               |
| 5-ös számú őrház                             | február              | Bán Frigyes       | Jávor Pál, Bulla Elma, Hajmássy Miklós, Bihari József, Toronyi Imre, Pethes Ferenc, Kelemen Lajos, Kökény Ilona | min.            |
| A 2000 pengős férfi                          | február              | Cserépy László    | Bulla Elma, Hajmássy Miklós, Simor Erzsi, Vaszary Piri, Kökény Ilona, Alszeghy Lajos, Bánky Róbert, Boray Lajos, Sugár Lajos, Fónay Márta, Juhász József | -               |

## 1943
| Film címe                  | Rendező           | Szereplők | DVD             |
| -------------------------- | ----------------- | --- | --------------- |
| Afrikai vőlegény           | Balogh István     | Latabár Kálmán, Vaszary Piri, Hidvéghy Valéria, Pataky Jenő, Egyed Lenke, Pártos Gusztáv                              | -               |
| Ágról szakadt úrilány      | Ráthonyi Ákos     | Tolnay Klári, Hajmássy Miklós, Vizváry Mariska, Mihályi Ernő                                                          | -               |
| Anyámasszony katonája      | Ráthonyi Ákos     | Szilassy László, Mály Gerő, Misoga László, Vaszary Piri, Pelsőczy Irén, Vay Ilus                                      | -               |
| Aranypáva                  | Cserépy László    | Páger Antal, Somlay Artúr, Sulyok Mária, Szellay Alice                                                                | Megjelent DVD-n |
| A Benedek-ház              | Bánky Viktor      | Szörényi Éva, Somlay Artúr, Nagy István, Kamarás Gyula                                                                | -               |
| Boldog idők                | Rodriguez Endre   | Karády Katalin, Ajtay Andor, Mihályi Ernő, Bilinszky Ibolya, Szabó Sándor                                             | -               |
| Egy nap a világ            | Vaszary János     | Páger Antal, Muráti Lili, Bilicsi Tivadar, Vaszary Piri, Tahy Anna Mária, Vaszary János                               | -               |
| Egy szoknya, egy nadrág    | Hamza D. Ákos     | Latabár Kálmán, Mihályi Ernő, Csikos Erzsi, Turay Ida, Mály Gerő                                                      | Megjelent DVD-n |
| Éjjeli zene                | Bán Frigyes       | Sárdy János, Molnár Ibi, Kelemen Éva, Bilicsi Tivadar, Szendrey Kató                                                  | -               |
| És a vakok látnak          | Jenei Imre        | Eszenyi Olga, Nagy István, Hosszú Zoltán, Tasnády Olga, Turay Ida, Pethes Ferenc                                      | -               |
| A fehér vonat              | Sipos László      | (A cenzúra betiltotta) Jávor Pál, Simor Erzsi, Bilicsi Tivadar, Rácz Vali, Dénes György, Kállai Ferenc                | -               |
| Féltékenység               | Cserépy László    | Somlay Artúr, Lánczy Margit, Tolnay Klári, Bognár Elek, Nagy István, Simon Marcsa                                     | -               |
| Fény és árnyék             | Tüdős Klára       | Bulla Elma, Nagykovácsi Ilona, Ajtay Andor, Kiss Manyi, Koltai Gyula, Magyari Tibor                                   | Megjelent DVD-n |
| Futóhomok                  | Deésy Alfréd      | C. Turáni Endre, Hidvéghy Valéria, Ilosvay Katalin                                                                    | -               |
| Futótűz                    | Farkas Zoltán     | Szabó Ilonka, Szilassy László, Csortos Gyula, Szemere Vera, Vaszary Piri                                              | -               |
| Házassággal kezdődik       | Bánky Viktor      | Muráti Lili, Hajmássy Miklós, Rajnai Gábor, Bilicsi Tivadar, Balázs Samu, Déry Sári                                   | min.            |
| Jómadár                    | Ráthonyi Ákos     | Pelsőczy Irén, Szilassy László, Misoga László, Vaszary Piri, Mály Gerő, Ajtay Andor                                   | -               |
| Kalotaszegi Madonna        | Rodriguez Endre   | Adorján Éva, Sárdy János, Vizváry Mariska                                                                             | -               |
| Kerek Ferkó                | Martonffy Emil    | Csortos Gyula, Jávor Pál, Lehotay Árpád, Berky Lili, Egry Mária                                                       | -               |
| Késő                       | Daróczy József    | Jávor Pál, Bulla Elma, Abonyi Géza, Muráti Lili, Sárdy János                                                          | -               |
| Kettesben                  | Cserépy László    | Páger Antal, Simor Erzsi, Kovács Károly, vitéz Bánky Róbert, Legenyey József, Kökény Ilona, Makláry János, Danis Jenő | -               |
| Kölcsönadott élet          | Bánky Viktor      | Muráti Lili, Ilosvay Katalin, Lánczy Margit, Szakáts Zoltán, Borsovai Lengyel László                                  | -               |
| A látszat csal             | Cserépy László    | Hajmássy Miklós, Simor Erzsi, Muráti Lili, Kiss Manyi, Apáthi Imre                                                    | -               |
| Legény a gáton             | Bán Frigyes       | Hajmássy Miklós, Csikós Rózsi, Juhász József                                                                          | -               |
| Lejtőn                     | Podmaniczky Félix | Timár József, Szilágyi Szabó Eszter, Greguss Zoltán, Bilinszky Ibolya, Harsányi Rezső                                 | -               |
| Magyar sasok               | László István     | Perényi László, Szemere Vera, Halász Géza, Cselényi József, Kertay Lili, Kelemen Éva                                  | -               |
| Majális                    | Balogh István     | Bihari József, Sennyei Vera, Rácz Vali, Kertay Lili, Puskás Tibor, Soós Lajos, Soós Lajos, Serényi Éva                | Megjelent DVD-n |
| Makacs Kata                | Bánky Viktor      | Buttykai Emmi, Hajmássy Miklós, Mihályffi Béla, Vizváry Mariska                                                       | -               |
| Makrancos hölgy            | Martonffy Emil    | Jávor Pál, Karády Katalin, Lehotay Balázs, Balázs Samu, Nagy Mata, Mattyasovszky Zojka                                | -               |
| Megálmodtalak              | Vaszary János     | Muráti Lili, Bilicsi Tivadar, Romváry Gertrúd, Mihályfi Ernő, Ladomerszky Margit                                      | -               |
| A menekülő ember           | Ráthonyi Ákos     | Tolnay Klári, Ajtay Andor, Görbe János, Pálóczi László, Pataki Miklós, Kőváry Gyula                                   | -               |
| Muki                       | Ráthonyi Ákos     | Szilassy László, Pelsőczy Irén, Latabár Kálmán, Turay Ida, Csortos Gyula, Ráthonyi Róbert                             | -               |
| Nászinduló                 | Farkas Zoltán     | Szeleczky Zita, Szilassy László, Lánczy Margit, Kürthy György, Puskás Tibor, Déry Sári                                | -               |
| Nemes Rózsa                | Martonffy Emil    | Bulla Elma, Mednyasszay Vilma, Pataky Jenő, Simor Erzsébet                                                            | -               |
| Orient Express             | Cserépy László    | Csortos Gyula, Vaszary Piri, Pelsőczy Irén, Ajtay Andor, Pethes Sándor, Somogyi Nusi                                  | -               |
| Ördöglovas                 | Hamza D. Ákos     | Fényes Alice, Benkő Gyula, Kiss Manyi, Makláry Zoltán, Sulyok Mária                                                   | Megjelent DVD-n |
| Ragaszkodom a szerelemhez  | Hamza D. Ákos     | Fényes Alice, Hídvéghy Valéria, Ajtay Andor, Mihályi Ernő, Szabó Klári, Salamon Erzsébet, Benkő Gyula                 | -               |
| Rákóczi nótája             | Daróczy József    | Abonyi Géza, Tolnay Klári, Palóczy László, Mihályffy Béla, Csortos Gyula                                              | -               |
| Sárga kaszinó              | Lajthay Károly    | Szilassy László, Szemere Vera, Zádor Mária, Berky Lili, Greguss Zoltán, Makláry Zoltán                                | -               |
| Sári biró                  | Hegedűs Tibor     | Mály Gerő, Lázár Mária, Gozmány György, Pataky Miklós, Kelemen Éva, Gobbi Hilda                                       | -               |
| Szerencsés flótás          | Balogh István     | Tolnay Klári, Latabár Kálmán, Szilassy László, Bilicsi Tivadar                                                        | -               |
| Sziámi macska              | Kalmár László     | Szeleczky Zita, Hajmássy Miklós, Bilicsi Tivadar, Makláry Zoltán, Erdélyi Mici                                        | Megjelent DVD-n |
| Szováthy Éva               | Pacséry Ágoston   | Karády Katalin, Jávor Pál, Mednyánszky Ági, Somlay Artúr, Lehotay Árpád                                               | -               |
| Tengerparti randevú        | Bán Frigyes       | (bolgár koprodukció) Pataky Jenő, Pelsőczy Irén, Dorita Boneva, Magda Kolcsakova, Kriszta Kodzsabasov                 | -               |
| Tilos a szerelem           | Kalmár László     | Bilinszky Ibolya, Egyed Lenke, Gozmány György, Halassy Mariska, Halmay Tibor, Kelemen Éva                             | -               |
| A tökéletes család         | Sipos László      | Muráti Lili, Hajmássy Miklós, Csortos Gyula, Vaszary Piri, Feleki Kamill                                              | -               |
| Valamit visz a víz         | Oláh Gusztáv      | Jávor Pál, Pápay Klára, Koltay Gyula, Karády Katalin                                                                  | Megjelent DVD-n |
| Viharbrigád                | Ifj. Lázár István | Bordy Bella, Sárdy János, Kiss Manyi, C. Turán Endre, Pethes Ferenc                                                   | -               |
| Zenélő malom (Lili bárónő) | Ifj. Lázár István | Szeleczky Zita, Szilassy László, Latabár Kálmán, Csortos Gyula, Vaszary Piri, Makláry Zoltán                          | -               |
| Zörgetnek az ablakon       | Sipos László      | Szilassy László, Kelemen Éva, Ladomerszky Margit, Mihályi Ernő, Juhász József, Szabó Sándor                           | -               |
| A "28"-as                  | Apáthi Imre       | Uray Tivadar, Mály Gerő, Mészáros Ági, Makláry Zoltán, Pethes Sándor, Halász Géza                                     | min.            |

## 1944
| Film címe                    | Rendező                                    | Szereplők | DVD             |
| ---------------------------- | ------------------------------------------ | --- | --------------- |
| Azért is maradok             | Bán Frigyes                                | befejezetlen                                                                                                  | -               |
| Boldoggá teszlek             | Bánky Viktor                               | Buttkay Emmi, Hajmássy Miklós, Mihályi Ernő, Sugár Lajos, Antók Ferenc, Dénes György                          | -               |
| Egy fiúnak a fele            | Hamza D. Ákos                              | Rajczi Lajos, Ladomerszky Margit, Benkö Gyula, Gozmány György                                                 | -               |
| Egy gép nem tér vissza       | Pacséry Ágoston                            | Jávor Pál, Kovács Károly, Lukács Margit, Juhász József, Szabó Ferenc                                          | -               |
| Egy pofon, egy csók          | Martonffy Emil                             | Csortos Gyula, Vaszary Piri, Egry Márta, Bilicsi Tivadar, Déry Sári, Raffay Blanka                            | -               |
| Éjféli keringő               | Zákonyi Sándor                             | Nagyajtay György, Páloczi László, Gozmány György, Kelemen Éva, Névay Ilona                                    | -               |
| Az első                      | Cserépy László                             | Páger Antal, Szeleczky Zita, Kiss Ilona, Halász Géza, Rajczy Lajos                                            | -               |
| Ez történt Budapesten        | Hamza D. Ákos                              | Muráti Lili, Hajmássy Miklós, Ladomerszky Margit, Kiss Manyi, Rajnai Gábor                                    | Megjelent DVD-n |
| Fiú vagy lány?               | Kalmár László                              | Rajnai Gábor, Szemere Vera, Relsőcy Irén, Sárdy János, Vízváry Mariska, Perényi László                        | -               |
| Gazdátlan asszony            | Sipos László                               | Nagy István, Simor Erzsi, Greguss Zoltán, Turay Ida, Pethes Sándor, Halasi Mária                              | -               |
| Gyanú                        | Farkas Zoltán                              | Szilágyi Szabó Eszter, Somlay Artúr, Perényi László, Benkő Gyula                                              | -               |
| Három galamb                 | Bán Frigyes                                | Kelemen Éva, Gyimesi Pálma, Kertay Lili, Kürthy György, Orsolya Erzsi                                         | -               |
| Idegen utakon                | Apáthi Imre                                | Szilassy László, Tolnay Klári, Sulyok Mária, Abonyi Géza, Fónay Márta                                         | tör.            |
| Két Bajthay                  | Patkós György                              | Kelemen Éva, Nagy István, Hosszú Zoltán, Somlay Artúr                                                         | -               |
| Kétszer kettő                | Manninger János                            | befejezetlen Borbíró Andrea, Buttykay Emmi, C. Turán Endre, Gárday Lajos, Kőváry Gyula, Makláry Zoltán        | -               |
| Machita                      | Rodriguez Endre                            | Karády Katalin, Bihary József, Petrovics Szvetiszláv, Szabó Sándor                                            | Megjelent DVD-n |
| Madách: Egy ember tragédiája | Németh Antal                               | Timár József, Szörényi Éva, Poór Lili, Kovács Károly, Ajtay Andor, Nagy István, Jávor Pál, Ladomerszky Margit | -               |
| Magyar kivánsághangverseny   | Balogh István                              | Babay József, Kőváry Gyula, Halmay Tibor                                                                      | tör.            |
| Makkhetes                    | Bánky Viktor                               | Benkő Gyula, Mednyánszky Ági, Mihály Ernő, Makláry Zoltán, Vaszary Piri, Pethes Ferenc                        | min.            |
| Szerelmes szívek             | Balogh István Hamza D. Ákos Kerényi Zoltán | Benkő Gyula, Goll Bea, Szilassy László, Kertay Lili, Sárdy János, Rajczy Lajos                                | tör.            |
| Színház szerelmese           | Martonffy Emil                             | Szilassy László, Egry Mária, Póka Jolán, Jatzkó Cia, Halmay Tibor, Tompa Sándor                               | tör.            |
| Tűz a hegyen                 | Szőts István                               | befejezetlen                                                                                                  | -               |